# Montlaur-en-Diois
Montlaur-en-Diois é uma comuna francesa na região administrativa de Auvérnia-Ródano-Alpes, no departamento de Drôme. Estende-se por uma área de 9,72 km². Em 2010 a comuna tinha 149 habitantes (densidade: 15,3 hab./km²).